# Acid Pro
Acid Pro (oftmals ACID) ist eine Digital Audio Workstation, die von Magix Software entwickelt wird. Es hieß ursprünglich Acid pH1 und wurde von Sonic Foundry, später von Sony Creative Software als Acid Pro und seit Frühjahr 2018 von Magix sowohl als Acid Pro als auch als vereinfachte Version, Acid Music Studio, veröffentlicht.
Acid Pro 8 läuft auf 32-Bit- und 64-Bit-Architekturen und unterstützt MIDI, ASIO, VST, VST3, DirectX Audio und 5.1 Surround Sound.

## Geschichte
Acid wurde erstmals 1998 als Acid pH1 von Sonic Foundry in Madison, Wisconsin, auf den Markt gebracht. Es war ein Loop-basierter Musiksequenzer, bei dem Acid Loop-Dateien einfach per Drag & Drop verschoben und dann mittels time stretching automatisch an das Tempo und die Tonart eines Songs angepasst werden konnten, praktisch ohne wesentlicher Klangeinbußen.
Es wurde eine Website für angehende Musiker mit Acid-Technologie namens AcidPlanet.com eingerichtet. Die Software wurde in den späten 1990er und frühen 2000er Jahren bei Komponisten, Produzenten und DJs sehr beliebt, die daran interessiert waren, schnell Beats, Musiktexturen oder vollständige Kompositionen und Orchestrierungen zu erstellen, die mit praktisch jedem Tempo oder jeder Tonhöhe und jedem Takttempo funktionieren.
Sonic Foundry verkaufte im Juli 2003 seine Produktlinien Acid, Vegas, Sound Forge, CD-Architect, Siren, VideoFactory, ScreenBlast und Batch Converter an Sony Pictures Digital. Aus dem Zusammenschluss entstand der neue Geschäftsbereich Sony Creative Software. Mit Sonys Acid Pro 6 (veröffentlicht im dritten Quartal 2006) wurde eine volldigitale Audio-Workstation eingeführt, die auch MIDI- und Multitrack-Audioaufnahmen mit vollständiger Unterstützung für ASIO-Computer-Audio- und VST-Synthesizer-Plugin-Standards enthielt. Gleichzeitig erschien Sound Forge 7.
Am 20. Mai 2016 gab das deutsche Unternehmen Magix Software GmbH bekannt, dass es die Mehrheit der Produkte im Sony Creative Software-Portfolio erworben hat. Dazu gehören Acid Pro, Vegas Pro, Movie Studio und Sound Forge Pro. Acid Pro 8, die erste Version seit der Übernahme von Magix, wurde am 21. Januar 2018 angekündigt und im Frühjahr 2018 veröffentlicht. Das Update enthielt neue Funktionen, darunter eine verbesserte Benutzeroberfläche, Unterstützung für 64-Bit, zusätzliche Beispiele, VST3-Unterstützung, über 20 DirectX-Audioeffekte, die Möglichkeit, 5.1-Surround-Sound zu mischen, und neue Funktionen namens Media Manager, BeatMapper und Chopper.
Acid Pro läuft auf PCs mit allen Versionen von Microsoft Windows seit Windows 2000. Acid Pro 8 erfordert Windows 8.1 oder höher. Für macOS oder Linux gibt es keine Versionen. Acid Pro 11 benutzt und erfordert 64-Bit-Technologie.

## Acid Loops
Acid Loop (Marke), auch Acidized oder Acidified Loop, bezieht sich auf einen Soundclip, der wiederholt und transponiert werden kann, um mit minimaler manueller Anpassung einen Song zu bilden. Acidized-Loops enthalten Tempo- und Tasteninformationen, sodass Acid den Clip zeitlich dehnen und die Tonhöhe verschieben kann, um ihn in eine vorhandene Trackstruktur einzufügen. Eine Acidized-Schleife ist eine speziell vorbereitete WAV-Audiodatei, die mit einem Audiobearbeitungswerkzeug wie Sound Forge erstellt werden kann.
Die Technologie wurde 1998 für die ursprüngliche Acid pH1-Software von Sonic Foundry entwickelt. Sony und Magix verkauften später eine Reihe von Acidized-Loop-Sample-CDs für Acid Pro, ebenso wie verschiedene Drittanbieter. Seitdem wurde diese Loop-Technik von den meisten anderen digitalen Audio-Workstations auf dem Markt übernommen, manchmal mit konkurrierenden Markennamen für das Feature, wie bei Cakewalk Sonar (genannt Groove Clips) und Cubase (genannt Audio Warp). Viele DAWs können Acidized-Loops, die für die Verwendung in Acid Pro vorgesehen sind, auch direkt importieren.

## Andere Versionen
Acid Music Studio ist eine vereinfachte, kostengünstigere Version von Acid Pro. Die neueste Version ist Acid Music Studio 11.